# 1. etape af Post Danmark Rundt 2012
Første etape af Post Danmark Rundt 2012 var en 191 km lang etape. Den blev kørt den 3. august med start- og målby i Randers.
- Etape: 1. etape
- Dato: 22. august
- Længde: 191 km
- Rute: Auning – Bønnerup Strand – Gjerrild – Grenaa – Balle – Ebeltoft – Knebel – Mols Bjerge – Rønde – Thorsager – Pindstrup – Lime – Clausholm – og 3 omgange á 3,4 km i Randers
- Gennemsnitshastighed: 38,874 km/t[1]